# دانتون گرین
دانتون گرین (به انگلیسی: Dunton Green) یک روستا و محله مدنی در بریتانیا است که در سونوکس واقع شده‌است. دانتون گرین ۲٬۳۶۰ نفر جمعیت دارد.